# ポロチャーネ族
ポロチャーネ族（ベラルーシ語: Палачане、ウクライナ語: Полочани、ロシア語: Полочане）は東スラブ人の一派であり、クリヴィチ族の同族である。現在のヴィーツェプスク州とミンスク州を居住地とし、ポロチャーネ族の移住した土地はポロツク公国へ発展した。
中世においてダウガヴァ川とドニエプル川に沿って水上路が北欧と地中海とを繋いでいた。その道は、『原初年代記』では「ヴァリャーグからグレキへの道」（ヴァリャーグからギリシアへの道）と呼ばれた。この道は東欧の地の文明形成に著しい影響を与えたと推定されている。ポロチャーネ族の居住地は「ヴァリャーグからグレキへの道」上を、バルト海沿岸に至るまで、ダウガヴァ川の両岸に広がっていた。また、南はシヴィスラチ川の左岸まで到達していた。居住地は以下の部族と接していた。すなわち南東のスモレンスク・クリヴィチ族、北と東はイズヴォルスク・クリヴィチ族とイリメニ・スロヴェネ族、南はドレゴヴィチ族、西はバルト人である。　
『原初年代記』は、ポロチャーネという名はポロタ川に由来すること、またポロチャーネ族からクリヴィチ族が派生したことを記している。また、クリヴィチ族・ポロチャーネ族が移住した地域には街が生まれた。現在のポラツク・ヴィーツェプスク・ルコームリ ・ザスラーウエ・ウスヴャートィ・コプィシ・ミンスク・オルシャ・ドルツク・ラホイスクなどである。